# کائورو کاکنامی
کائورو کاکنامی (ژاپنی: 柿並 薫) بازیکن فوتبال اهل ژاپن و عضو تیم ملی فوتبال ژاپن است که در تاریخ ۶ سپتامبر ۱۹۸۱ میلادی اولین بازی ملی‌اش را انجام داد. او در ۴ بازی ملی حضور داشت و آخرین بازی ملی خود را در تاریخ ۲۴ اکتبر ۱۹۸۴ میلادی انجام داد. کائورو کاکنامی در بازی‌های ملی‌اش
گلی به ثمر نرساند.